# بیل نان
بیل نان (انگلیسی: Bill Nunn؛ زادهٔ ۲۰ اکتبر ۱۹۵۳ - درگذشته ۲۴ سپتامبر ۲۰۱۶) یک هنرپیشه اهل ایالات متحده آمریکا بود که از سال ۱۹۸۸ میلادی تا ۲۰۱۶ مشغول فعالیت بود.
از فیلم‌ها یا برنامه‌های تلویزیونی که وی در آن نقش داشت، می‌توان به اسلحه پر ۱، مرد عنکبوتی ۳، مرد عنکبوتی ۲، مرد عنکبوتی، کار درست را بکن، افسانه ۱۹۰۰، شهر دیوانه، بهترین بلوز، مردمی که من می‌شناسم، با توجه به هنری، او بازی را برد، ضدگلوله، سگ آتش‌نشانی و کارهایی که بعد از مرگت اشاره کرد.

## مرگ
او در تاریخ ۲۴ سپتامبر ۲۰۱۶ پس از مبارزه ی فراوان با سرطان خون در سن ۶۳ سالگی درگذشت.